# Равнини на смесените гори
Равнините на смесените гори (на английски: Mixed Wood Plains, на френски: Plaines des forêts mixtes) са биогеографска област в Северна Америка, една от единиците от второ ниво в класификацията на Американската агенция за опазване на околната среда, част от Източните умерени гори.
Областта представлява накъсана ивица в североизточните части на Съединените американски щати и най-югоизточния край на Канада. Граничи с Великите равнини на запад, Северните гори на север и в планините и Атлантическия океан на изток. На юг преминава в други части на Източните умерени гори – Средноамериканските равнини на запад, Озаркско-Уачитско-Апалачките гори в средната зона и Югоизточноамериканските равнини, и Мисисипските алувиални и Югоизточноамериканските крайбрежни равнини на изток.
В Съединените щати Равнините на смесените гори се подразделят на няколко подобласти:
- Северни централни широколистни гори
- Извънледникова зона
- Южномичиганско-северноиндиански ледникови равнини
- Източноголемоезерна низина
- Ерийска ледникова равнина
- Северно Алигейнско плато
- Североизточна крайбрежна зона
- Акадски равнини и хълмове